# Olga Bondarenko
Olga Petrovna Bondarenko (ryska: Олъга Пегровна Бондаренко), född den 2 juni 1960, är en rysk friidrottare som tävlade under 1980-talet i långdistanslöpning för Sovjetunionen. 
Bondarenko deltog vid inomhus-EM 1985 i Aten där hon blev silvermedaljör på 3 000 meter. Samma år slutade hon på sjunde plats vid VM i terränglöpning. 1986 vann hon EM-guld på 3 000 meter vid EM i Stuttgart, dessutom slutade hon på andra plats på 10 000 meter, slagen av norskan Ingrid Kristiansen. 
1987 blev Bondarenko sjua vid VM i terränglöpning. Inomhus var hon samma år med vid de andra världsmästerskapen i Indianapolis där hon blev silvermedaljör på 3 000 meter. Samma år var hon även med vid VM i Rom där hon sprang 3 000 meter (fullföljde inte finalen) respektive 10 000 meter (där hon slutade fyra).
1988 blev hennes bästa säsong som inleddes med en 20:e plats vid VM i terränglöpning. Utomhus blev de olympiska sommarspelen 1988 i Seoul den stora höjdpunkten. Väl där vann hon guld på den för kvinnor nya distansen 10 000 meter före brittiskan Liz McColgan.